# Marco de oro alemán
El Marco de oro (en alemán: Goldmark, aunque oficialmente denominado solo Mark) es el nombre usado para la moneda del Imperio alemán desde 1873 a 1914. Tras el comienzo de la Primera Guerra Mundial fue sustituido por el Papiermark, y más tarde por el Reichsmark, tras la instauración de la República de Weimar.

## Historia
Antes de la unificación, los distintos estados alemanes emitían una variedad de diversas monedas, aunque estuvieron más ligados al Vereinsthaler, una moneda de plata que contenía el 16⅔  gramos de plata pura. Aunque el marco estuviera basado en el oro más que en la plata, sin embargo fue utilizado para la conversión un tipo de cambio fijo entre el «Vereinsthaler» y el marco de 3 Marcos = 1 Vereinsthaler. En la Alemania meridional se había utilizado el Gulden como la unidad de cuenta estándar, con un valor4⁄7de un Vereinsthaler y, por lo tanto, se convirtieron de 1,71 (1 5⁄7)marcos en la nueva moneda. Bremen venía utilizando una moneda de oro basada en el Tálero el cual fue convertido directamente al marco a un índice de 1 tálero de oro = 3,32 (3 9⁄28) marcos. Hamburgo había utilizado sus propios marcos antes de 1873. Este fue substituida por el «Marco de oro» a un índice de 1 marco de Hamburgo = 1,2 Marcos de oro. 
Desde el 1 de enero de 1876 en adelante, el marco se convirtió en la única moneda de curso legal. El nombre Goldmark fue creado más adelante para distinguirlo del Papiermark (marco de papel) que sufrieron una pérdida masiva de valor debido a la hiperinflación después de la Primera Guerra Mundial (véase hiperinflación en la República de Weimar). El Goldmark estaba en un patrón oro con el marco de 2790 Marcos igual a 1 kilogramo del oro puro (1 marco = 358 mg).

## Monedas

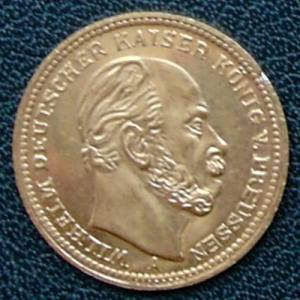
Moneda de oro de 5 Marcos.

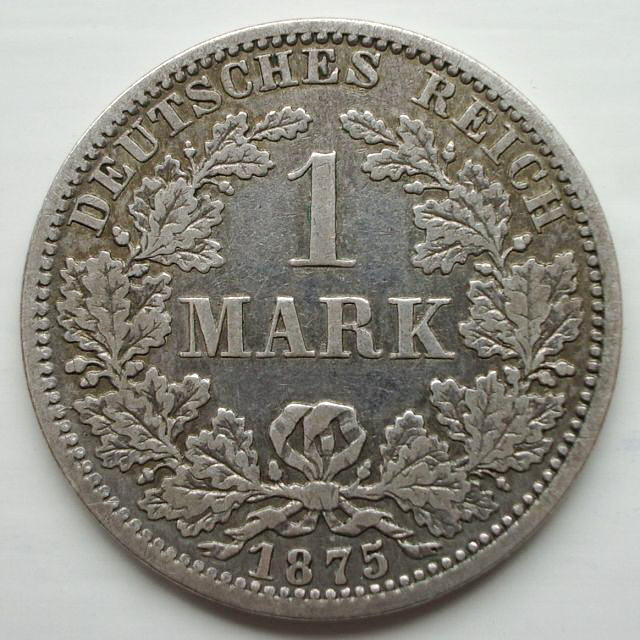
Moneda de 1 Marco de plata de 1875.

Las monedas de denominaciones entre 1 Pfennig y 1 marco fueron acuñadas según los diseños estándar para la totalidad del imperio, mientras que los que sobrepasaban 1 marco fueron emitidos por los estados individuales, usando un diseño estándar para los reversos (el Reichsadler, la insignia del águila del imperio alemán) con un diseño específico del estado en el anverso, generalmente un retrato del monarca, con las ciudades libres de Bremen, Hamburgo y Lübeck cada uno usando su escudo de armas municipal. Muchas de las monedas emitidas en cantidades muy pequeñas, por los estados más pequeños, son así extremadamente raras y valiosas. El principado de Lippe era el único estado que no emitió ninguna moneda de oro en este período. 

### Metal base de las monedas
- 1 Pfennig (Cobre: 1873-1916, aluminio: 1916-1918)
- 2 Pfennig (Cobre: 1873-1916)
- 5 Pfennig (Cuproníquel: 1873-1915, hierro: 1915-1922)
- 10 Pfennig (Cuproníquel: 1873-1916, hierro y zinc: 1915-1922)
- 20 Pfennig (Cuproníquel, 1887-1892)
- 25 Pfennig (Níquel, 1909-1912)
- 50 Pfennig (Aluminio, 1919-1922)

### Monedas de plata
Las monedas de plata fueron acuñadas con 0,900 de fineza a un estándar de 5 gramos de plata por Marco. Las producciones de monedas de 2 y 5 Marcos cesaron en 1915 mientras que las monedas de 1 Marco continuaron emitiéndose hasta 1916. Unas pocas monedas de 3 Marcos fueron acuñadas hasta 1918, y monedas de medio Marco continuaron elaborándose en plata hasta 1919.
- 20 Pfennig, 1,1111 g (1 g de plata), solamente hasta 1878
- ½ Marco o 50 Pfennig, 2,7778 g (2.5 g plata)
- 1 Marco, 5,5555 g (5 g plata)
- 2 Marcos, 11,1111 g (10 g plata)
- 3 Marcos, 16,6667 g (15 g plata), desde 1908 en adelante
- 5 Marcos, 27,7778 g (25 g plata)

Las monedas de 3 Marcos fueron introducidas para reemplazar a las monedas de Vereinsthaler del anterior sistema monetario, cuyo contenido en plata era ligeramente superior que las monedas de 3 Marcos.
Sin embargo, la moneda de 5 Marcos era más ajustada en su valor a los antiguos Táleros (y otras monedas semejantes de tamaño corona).

### Monedas de oro
Las monedas de oro fueron acuñadas en 0,900 de fineza a un estándar del marco de 2790 Marcos = 1 kilogramo de oro. La producción de la moneda de oro cesó en 1915.
- 5 Mark, 1,9912 g (1,7921 g de oro)
- 10 Mark, 3,9825 g (3,5842 g de oro)
- 20 Mark, 7,965 g (7,1685 g de oro)

## Billetes de banco
Los billetes de banco fueron emitidos por la Hacienda Imperial (conocida como «Reichskassenschein») y el Reichsbank, así como por los bancos de algunos de los estados. Los billetes de la Hacienda Imperial fueron publicados en denominaciones de 5, 10, 20 y 50 Marcos, mientras que los billetes de Reichsbank fueron emitidos en denominaciones de  20, 50, 100 y 1000 Marcos. Los billetes emitidos después de 1914 se refieren como Papiermark.

## Billetes

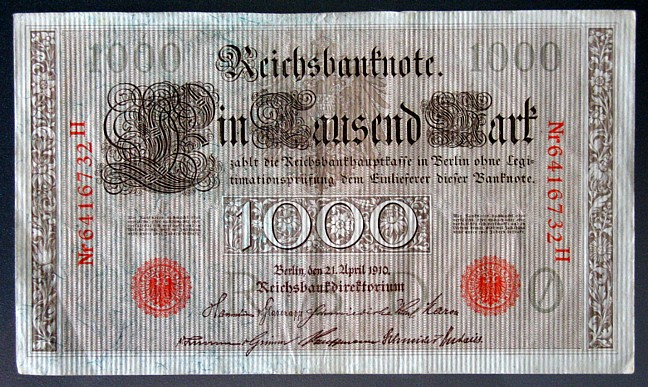
Billete de 1000 Marcos de sellos rojos, 21 de abril de 1910
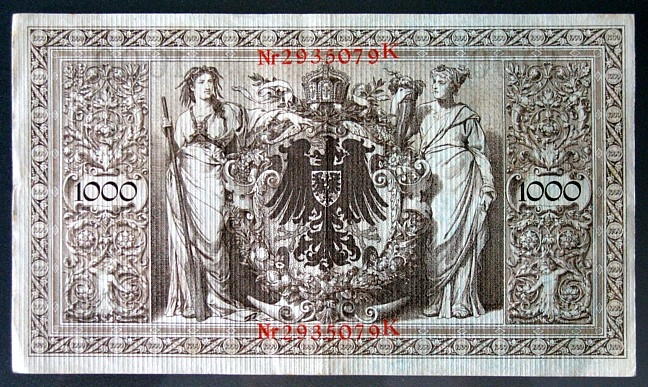
Billete de 1000 Marcos de sellos rojos, 21 de abril de 1910
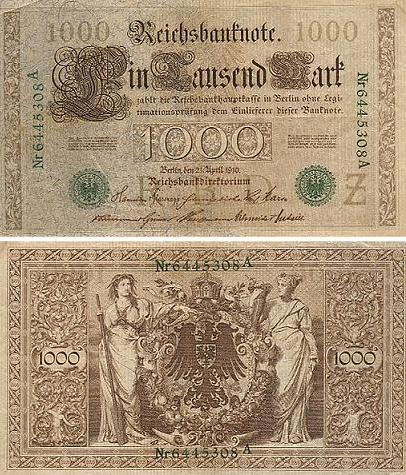
Billete de 1000 Marcos de sellos verdes, 21 de abril de 1910
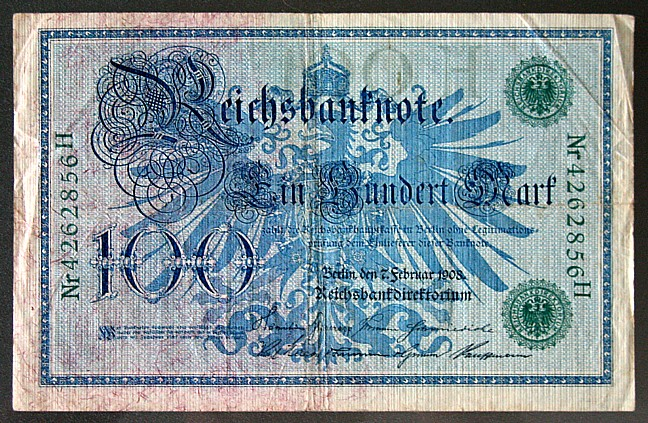
Billete de 100 Marcos, 7 de febrero de 1908
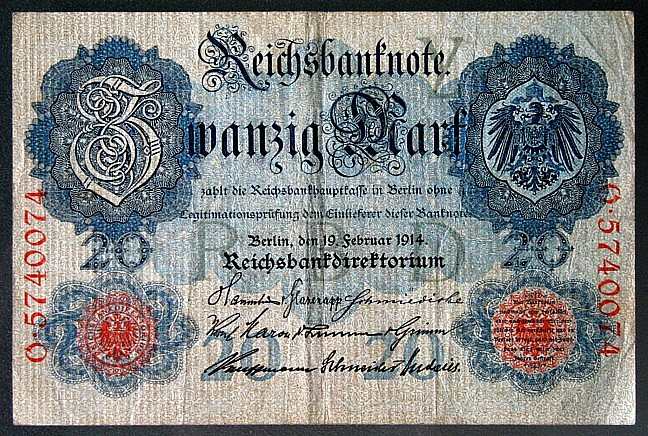
Billete de 20 Marcos, 19 de febrero de  1914
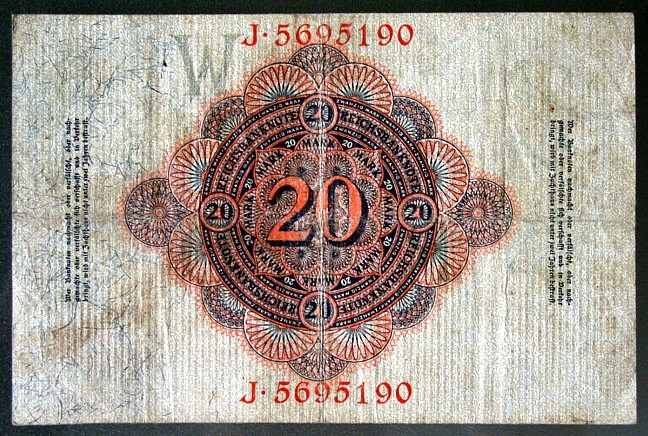
Billete de 20 Marcos, 19 de Febrero de  1914

Reversos de las monedas de oro en el Kaiserreich
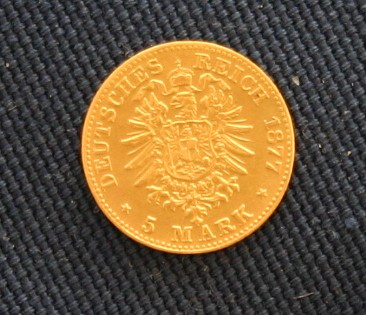
Moneda de oro (Goldmünze) de 5 Mark
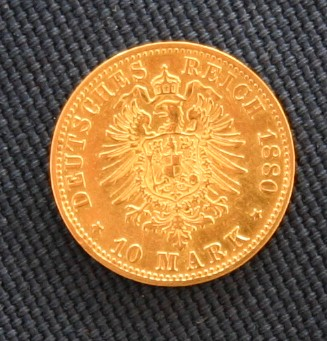
10 Mark Goldmünze primer periodo monetario
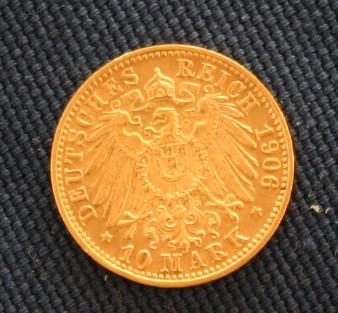
10 Mark Goldmünze segundo periodo monetario
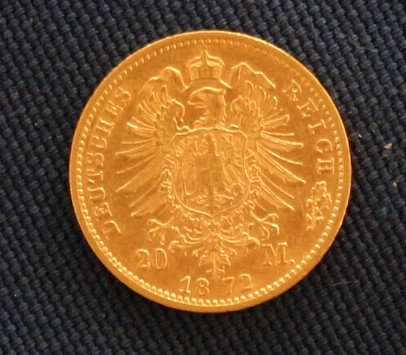
Primer periodo monetario de un valor nominal de 20 M
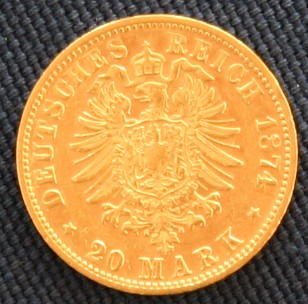
Primer periodo monetario con un valor nominal de 20 Mark
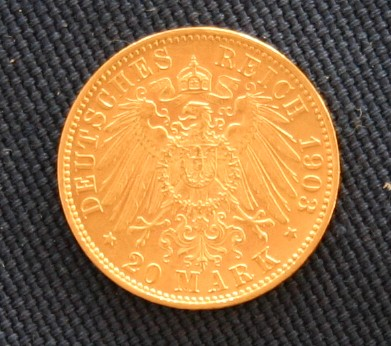
Segundo periodo monetario
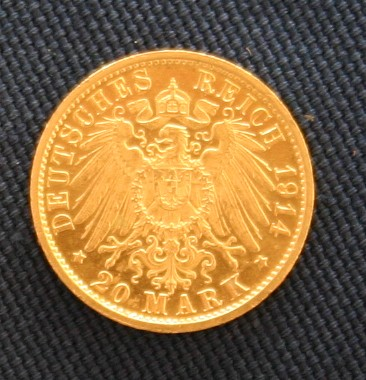
Última Goldmünze poco antes de la Primera Guerra Mundial